# Акимовка (Вольнянский район)
Аки́мовка (укр. Якимівка) — село,
Терновский сельский совет,
Вольнянский район,
Запорожская область,
Украина.
Код КОАТУУ — 2321587306. Население по переписи 2001 года составляло 94 человека.

## Географическое положение
Село Акимовка находится в балке Широкая, по которой протекает пересыхающий ручей, на расстоянии в 3,5 км от села Терновка.